# Bellevue (Waszyngton)

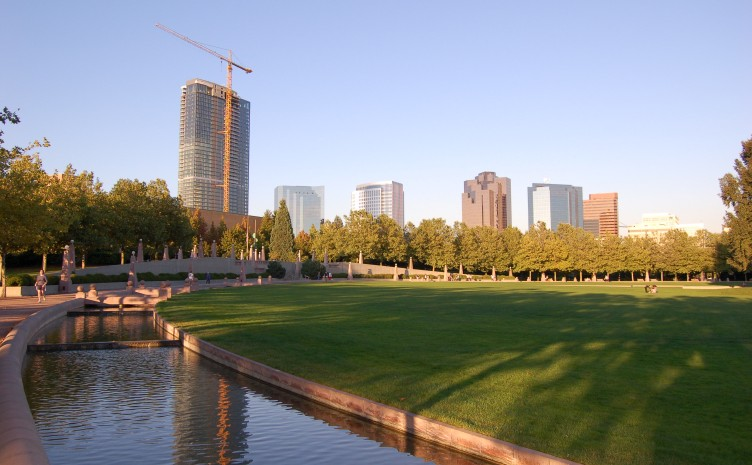
Centrum Bellevue - jedno z najszybciej rozwijających się na zachodnim wybrzeżu

Bellevue – miasto w Stanach Zjednoczonych w stanie Waszyngton nad jeziorem Washington w hrabstwie King, 122 363 mieszkańców (dane z 2010 roku). Piąte pod względem wielkości miasto zespołu miejskiego Seattle. Przez wiele lat było traktowane jako zespół podmiejski, teraz jednak jest uważane za miasto satelitarne Seattle.
Bellevue jest jednym z najszybciej rozwijających się miast w regionie, a jego centrum jest drugim pod względem wielkości w stanie, a pracę znajduje w nim ok. 40 tys. osób.

## Historia
Bellevue powstało w 1869 roku, założone przez Williama Meydenbauera, a jego nazwa pochodzi od francuskich słów oznaczających piękny widok.
W 1940 roku otwarto pierwszy most łączący Bellevue z Seattle. Kiedy w 1963 roku otworzono drugi most Bellevue zaczęło rozwijać się bardzo szybko i od tamtego czasu zmieniło się z osiedla w jedno z największych miast w stanie.

## Ludność
Ludność Bellevue stanowią:
- 74,33% biali,
- 1,99% Afroamerykanie,
- 0,32% Indianie,
- 17,39% Azjaci,
- 2,77% inni

## Miasta partnerskie
- Republika Chińska: Hualian
- Japonia: Yao
- Czechy: Kladno
- Łotwa: Lipawa